# Lednice
Lednice (niem. Eisgrub) – miasteczko w Czechach w kraju południowomorawskim, niedaleko granicy z Austrią i Słowacją, nad Dyją, siedziba gminy Lednice. W gminie mieszka 2366 mieszkańców, jej powierzchnia wynosi 3127 ha.
Dojazd możliwy jest autobusem z oddalonego o 6 km na południowy wschód od miasta Brzecław, mającego bezpośrednie międzynarodowe połączenia kolejowe z kilkoma krajami Europy, w tym z Polską. W okresie letnim na tej trasie czeskie koleje uruchamiają pociąg retro.
W miejscowości jest stacja kolejowa Lednice.
W Lednicy znajduje się neogotycki zamek otoczony dwustuhektarowym parkiem. W 1996 roku obiekt ten razem z pałacem w sąsiedniej miejscowości Valtice wpisany został na listę światowego dziedzictwa UNESCO.

## Zamek

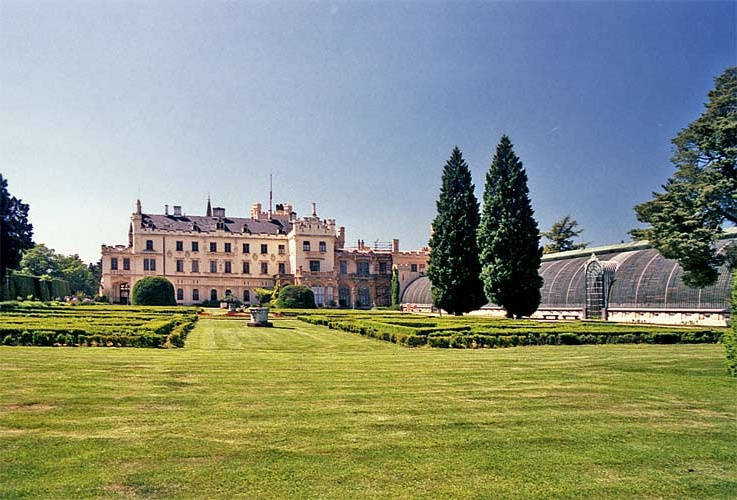
Zamek w Lednicach

Posiadłość od początku swojego istnienia (pierwsza wzmianka pochodzi z 1222 roku) aż do konfiskaty w 1945 roku należała do arystokratycznego rodu Liechtensteinów, początkowo jednego z najbogatszych arystokratycznych rodów Moraw, od XVII wieku także książąt Liechtensteinu (Lednice stały się wówczas ich letnią rezydencją).
W latach 1544–1585 powstał tu otoczony parkiem renesansowy zamek, wzniesiony w miejscu wcześniejszej gotyckiej twierdzy. Obiekt był później wielokrotnie przebudowywany, dzisiejszy wygląd pałacu zawdzięcza ostatniej architektonicznej stylizacji neogotyckiej w połowie XIX wieku.
Park wokół pałacu założony został w XVI stuleciu. Obejmuje dwustuhektarowy obszar sztucznego krajobrazu - wykopano tu rozległe stawy i posadzono las. Wzniesiono tu też romantyczne ruiny miasta i pojedynczy, wysoki na 60 metrów minaret (dziś punkt widokowy dla turystów) wybudowany na przełomie XVIII i XIX wieku jako ozdoba parku, nie pełniący nigdy funkcji sakralnych.

## Nazwa
Nazwa Lednice jest w języku czeskim rzeczownikiem rodzaju żeńskiego, a nie liczbą mnogą. Odmienia się według wzoru miękkiego: Lednici w celowniku, bierniku, narzędniku i miejscowniku).